# 短柄垂子买麻藤
短柄垂子买麻藤（学名：Gnetum pendulum f. intermedium）为买麻藤科买麻藤属垂子买麻藤下的一个变型。

## 扩展阅读
- 維基物種上的相關：短柄垂子买麻藤